# 日本犀
日本犀（學名：Stephanorhinus nipponicus）是一種已滅絕的犀牛，生存於更新世的日本，化石在1966年首次發現於山口縣，翌年被日本古生物學家鹿間時夫（拉丁转写：Shikama Tokio）等人鑑定為新物种。其身長約3公尺，僅有一只角，但被認為與現存的双角犀（蘇門答臘犀）有密切的親緣關係，故被歸入双角犀属。
在2019年重新被歸入斯迪凡犀屬

## 化石發現地
- 山口縣美禰市秋吉台[2]
- 栃木縣佐野市葛生石灰岩地帶[5]
- 千葉縣市原市万田野層[3]
- 福岡縣北九州市門司區[6]